# Reimut Jochimsen

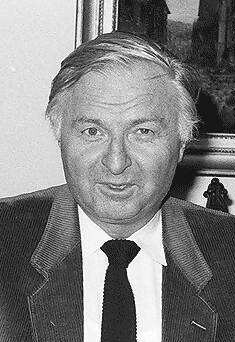
Reimut Jochimsen (1984)

Reimut Hinrich Hermann Jochimsen (* 8. Juni 1933 in Niebüll; † 25. November 1999 in Bonn) war ein deutscher Volkswirt und Politiker (SPD).

## Leben
Nach dem Abitur in Flensburg 1953 studierte Reimut Jochimsen an den Universitäten Bonn, Harvard, Bologna und Freiburg. 1957 erhielt Jochimsen sein Diplom, und 1959 wurde er promoviert. Die Habilitation erfolgte 1964.
Von 1957 bis 1964 war er Wissenschaftlicher Assistent  an der Universität Freiburg. 1959/1961 und 1964 lehrte Jochimsen als Gastdozent am Johns Hopkins University Center of Advanced International Studies in Bologna. Seit 1. Oktober 1964 war er ordentlicher Professor für Wirtschaftliche Staatswissenschaften und Direktor des Seminars für Wirtschaftspolitik und Strukturforschung an der Universität Kiel. Von 1968 bis 1969 war er Dekan der Rechts- und Staatswissenschaftlichen Fakultät der Universität Kiel und von 1969 bis 1970 Rektor designatus als Mitglied des Rektorates der Universität Kiel.
Von 1970 bis 1973 leitete Reimut Jochimsen die Planungsabteilung des Bundeskanzleramts unter Horst Ehmke. 1973 wurde er zum Staatssekretär des Bundesministeriums für Bildung und Wissenschaft berufen. In der Landesregierung von Nordrhein-Westfalen übernahm er ab 1978 das Ministerium für Wissenschaft und Forschung (Kabinett Rau I) bis zur Landtagswahl 1980. 1980 wechselte er in das Ministerium für Wirtschaft, Mittelstand und Verkehr (Kabinett Rau II). Die Kompetenzen dieses Ministeriums wurden nach der
Landtagswahl 1985 geteilt; im Kabinett Rau III (1985–1990) war er Minister für Wirtschaft, Mittelstand und Technologie.

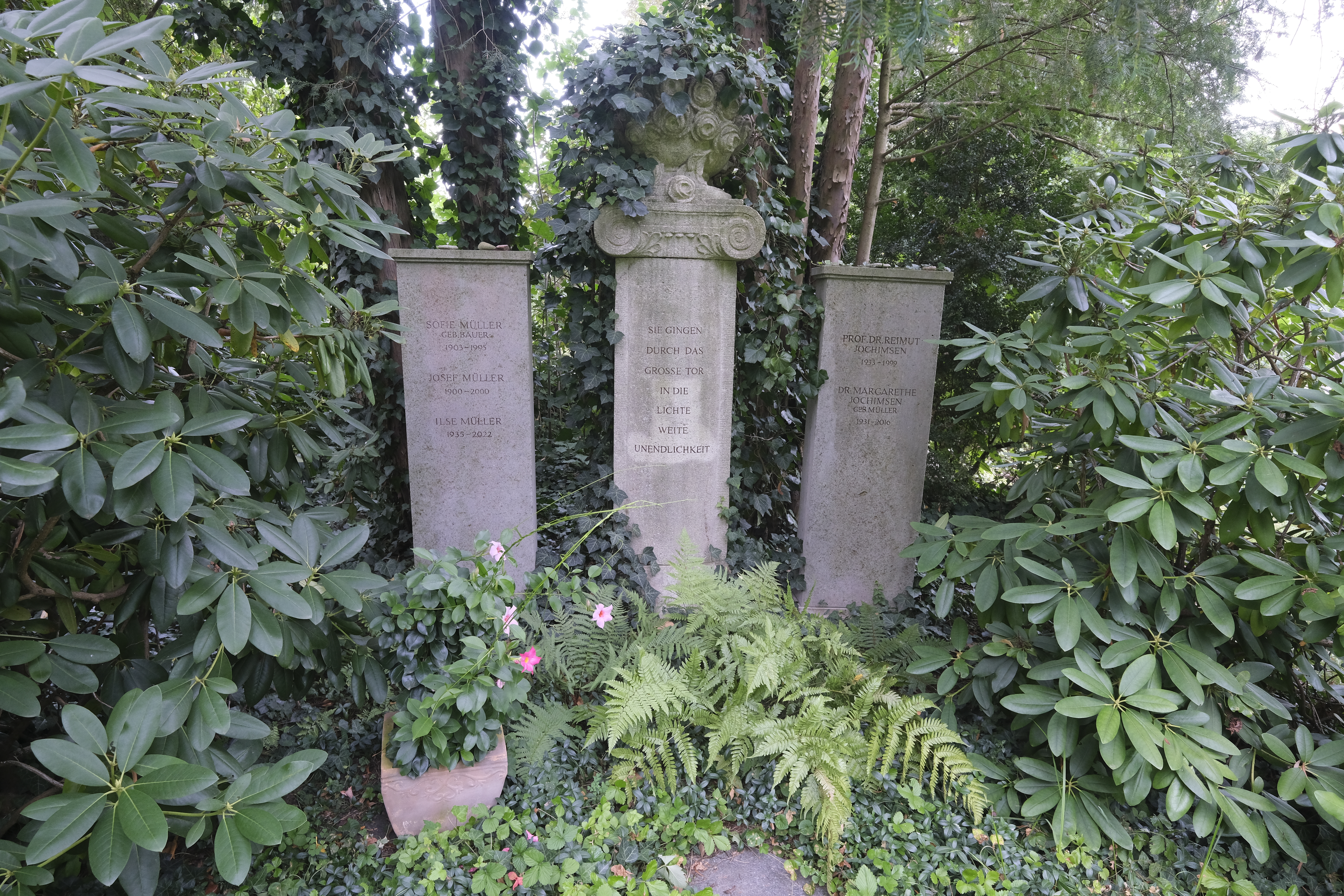
Familiengrab Reimut Jochimsen, Hauptfriedhof Freiburg (Breisgau).

Von 1980 bis 1990 war er auch Mitglied des Landtags von Nordrhein-Westfalen, zunächst über die Landesliste, dann direkt gewählt im Rheinisch-Bergischen Kreis III. Ab 1990 war er Präsident der Landeszentralbank in Nordrhein-Westfalen.
1997 wurde er von den Ministerpräsidenten in die neu gegründete Kommission zur Ermittlung der Konzentration im Medienbereich (KEK) berufen und wurde ihr erster Vorsitzender.
Jochimsen war seit dem Jahr 1961 mit Margarethe Jochimsen verheiratet, mit der er eine Tochter und einen Sohn hatte. Er starb im Alter von 66 Jahren an einem Krebsleiden.

## Ehrungen
Der Reimut-Jochimsen-Preis war eine zu Ehren und in Erinnerung an Reimut Jochimsen von 2002 bis 2008 vergebene Auszeichnung.
- Bundesverdienstkreuz 1. Klasse (1975)
- Großes Bundesverdienstkreuz (1978)[4] mit Stern (1984) und Schulterband (1988)
- Großes Silbernes Ehrenzeichen mit Stern der Republik Österreich (1989)
- norwegischer Olavsorden
- Verdienstorden des Landes Nordrhein-Westfalen (1991)
- Kommandeur I. Klasse des Königlichen Nordsternordens (1992)

## Veröffentlichungen
Autor
- Ansatzpunkte der Wohlstandsökonomik. Versuch einer Neuorientierung im Bereich der normativen Lehre vom wirtschaftlichen Wohlstand. Kyklos, Basel u. Mohr, Tübingen 1961.
- Theorie der Infrastruktur. Grundlagen der marktwirtschaftlichen Entwicklung. Mohr (Paul Siebeck), Tübingen 1966.
- Perspektiven der europäischen Wirtschafts- und Währungsunion. 2. Aufl., Nomos, Baden-Baden 1998.
- Ökonomie für die Politik – Politik für die Ökonomie. Ausgewählte Schriften. Duncker & Humblot, Berlin 2003.

Herausgeber
- Gegenstand und Methode der Nationalökonomie. Mit Helmut Knobel. Kiepenheuer & Witsch, Köln 1971.

## Kabinette
Kabinett Rau I – Kabinett Rau II – Kabinett Rau III